# David Bell (basketballer)
David Bell (Oakland, 20 juni 1981) is een Amerikaans voormalig basketballer. Bell speelde voornamelijk als shooting guard.

## Carrière
Bel speelde collegebasketbal voor Porterville College Pirates en daarna van 2001 tot 2003 voor de Montana Grizzlies. In 2004 vertrok hij naar Zwitserland om daar voor BBC Lausanne te spelen. Daarna speelde hij kort voor Union Neuchâtel. In 2006 ging hij spelen voor het Finse Kouvot. Hij keerde in 2006 terug naar de Verenigde Staten en ging spelen bij de Butte Daredevils uit de CBA. In de lente van 2007 ging hij spelen voor de Dodge City Legend uit de USBL. In 2008 keerde hij terug naar Europa en speelde kort voor het Franse Châlons-Reims. Niet veel later keerde hij opnieuw naar de VS en ging spelen voor de Dakota Wizards uit de NBA Development League waar hij twee seizoenen doorbracht.
In 2010 tekende hij een contract bij de Duitse eersteklasser Phoenix Hagen waar hij een seizoen speelde. Het seizoen erop tekende hij bij het Nederlandse GasTerra Flames, nog voor het einde van het seizoen werd hij daar weggestuurd. Hij keerde daarop terug naar Phoenix Hagen waar hij nog vier en een half seizoen speelde. In 2016 verliet hij de club en tekende bij de Italiaanse eersteklasser Dinamo Sassari. Hij speelde in de zomer in het The Basketball Tournament voor de Team 23. Het seizoen erop ging hij spelen in de Italiaanse tweede klasse bij Andrea Costa Imola. Hij tekende daarop een contract voor een seizoen bij de Duitse eersteklasser Gießen 46ers en sloot zijn carrière af na een seizoen bij het Belgische Phoenix Brussels.